# 56.º governo da Monarquia Constitucional
O 56.º governo da Monarquia Constitucional e 28.º governo desde a Regeneração, também conhecido como governo da acalmação, nomeado a 4 de fevereiro de 1908 e exonerado a 25 de dezembro do mesmo ano, foi presidido por Francisco Ferreira do Amaral. 
A sua constituição era a seguinte:
| Cargo                                                                                 | Detentor | Detentor                                      | Período                                         |
| ------------------------------------------------------------------------------------- | -------- | --------------------------------------------- | ----------------------------------------------- |
| Presidente do Conselho de Ministros                                                   |          | Francisco Ferreira do Amaral (1844–1923)      | 4 de fevereiro de 1908 a 25 de dezembro de 1908 |
| Ministro e Secretário de Estado dos Negócios do Reino                                 |          | Francisco Ferreira do Amaral (1844–1923)      | 4 de fevereiro de 1908 a 25 de dezembro de 1908 |
| Ministro e Secretário de Estado dos Negócios Eclesiásticos e de Justiça               |          | Artur de Campos Henriques (1852–1922)         | 4 de fevereiro de 1908 a 25 de dezembro de 1908 |
| Ministro e Secretário de Estado dos Negócios da Fazenda                               |          | Manuel Afonso de Espregueira (1835–1917)      | 4 de fevereiro de 1908 a 25 de dezembro de 1908 |
| Ministro e Secretário de Estado dos Negócios da Guerra                                |          | Sebastião Teles (1847–1921)                   | 4 de fevereiro de 1908 a 25 de dezembro de 1908 |
| Ministro e Secretário de Estado dos Negócios da Marinha e Ultramar                    |          | Augusto de Castilho (1841–1912)               | 4 de fevereiro de 1908 a 25 de dezembro de 1908 |
| Ministro e Secretário de Estado dos Negócios Estrangeiros                             |          | Venceslau de Lima (1858–1919)                 | 4 de fevereiro de 1908 a 25 de dezembro de 1908 |
| Ministro e Secretário de Estado dos Negócios das Obras Públicas, Comércio e Indústria |          | João de Sousa Calvet de Magalhães (1845–1924) | 4 de fevereiro de 1908 a 25 de dezembro de 1908 |